# Tillandsia spiralipetala
Tillandsia spiralipetala là một loài thuộc chi Tillandsia. Đây là loài bản địa của Bolivia và Ecuador.